# Чилийский траворез
Чилийский траворез, или рыжехвостый траворез (лат. Phytotoma rara) — вид птиц из семейства котинговых.

## Описание
Чилийский траворез достигает длины от 18 до 20 см. Крылья короткие, глаза красные. Удлинённый хвост чёрного цвета с красным основанием. Верхняя часть тела самца бурая с тёмными полосами. Хохол красно-коричневый. Щёки чёрные с белыми пятнами. Клюв короткий и толстый, с его помощью птица может расклёвывать почки, листья и побеги растений.
Существует половой диморфизм. У самок отсутствует красно-коричневый хохол. Их лоб и горло коричневого цвета.

## Распространение
Чилийский траворез распространён на юго-западе Южной Америки. Он обитает на опушках леса и в долинах рек в Чили и на западе Аргентины. Область распространения простирается от Магальянес-и-ла-Антарктика-Чилена до Атакамы и от Санта-Крус в Аргентине до Мендосы. На Фолклендских островах вид появляется редко.

## Образ жизни
Чилийский траворез питается преимущественно травой, почками, молодыми побегами, листьями, плодами и ягодами. Насекомые и их личинки в незначительном объёме также присутствуют в его рационе питания. Особенно выводок питается ими.
Гнездо сооружается на деревьях или кустах. В кладке от 2-х до 4-х яиц.